# فريدريكسهافن
فريدريكسهافن (بالألمانية: Friedrichshafen) هي بلدة ألمانية تقع في ألمانيا في بودنزيه. يقدر عدد سكانها بـ 58,068 نسمة .

## المدن التوأمة
مدن دليتسش، بيوريا (إلينوي)، بولوتسك، سينت دي، سراييفو، تسوتشي-أورا (إيباراكي) وإمبيريا هي مدن توأمة لـفريدريشسهافن.

## أعلام
- كرستين ووهلبولد
- هاينز بيك
- كارل كاسبار
- لودفيغ دور
- نوربرت زيلر
- سيمون زولر